# Аппен
Аппен (нім. Appen) — громада в Німеччині, розташована в землі Шлезвіг-Гольштейн. Входить до складу району Піннеберг. Складова частина об'єднання громад Гест-унд-Марш-Зюдгольштайн.
Площа — 20,26 км2. Населення становить 4849 ос. (станом на 31 грудня 2020).

## Географія

### Клімат
| Клімат Аппена           | Клімат Аппена | Клімат Аппена | Клімат Аппена | Клімат Аппена | Клімат Аппена | Клімат Аппена | Клімат Аппена | Клімат Аппена | Клімат Аппена | Клімат Аппена | Клімат Аппена | Клімат Аппена | Клімат Аппена |
| Показник                | Січ.          | Лют.          | Бер.          | Квіт.         | Трав.         | Черв.         | Лип.          | Серп.         | Вер.          | Жовт.         | Лист.         | Груд.         | Рік           |
| Середній максимум, °C   | 3,5           | 4,4           | 8,0           | 12,3          | 17,5          | 19,9          | 22,1          | 22,2          | 17,9          | 13,0          | 7,5           | 4,6           | 12,7          |
| Середня температура, °C | 1,3           | 1,7           | 4,4           | 7,8           | 12,6          | 15,4          | 17,4          | 17,2          | 13,6          | 9,4           | 5,1           | 2,5           | 9,0           |
| Середній мінімум, °C    | −1,4          | −1,2          | 1,1           | 3,3           | 7,4           | 10,5          | 12,7          | 12,5          | 9,6           | 6,0           | 2,4           | 0,0           | 5,2           |
| Днів з опадами          | 12            | 9             | 11            | 8             | 9             | 11            | 11            | 10            | 10            | 10            | 11            | 12            | 124           |
| ----------------------- | ------------- | ------------- | ------------- | ------------- | ------------- | ------------- | ------------- | ------------- | ------------- | ------------- | ------------- | ------------- | ------------- |
| Джерело: www.yr.no      |               |               |               |               |               |               |               |               |               |               |               |               |               |